# بيروكسيد البوتاسيوم
 فوق أكسيد البوتاسيوم مركب كيميائي له الصيغة K2O2 ويكون على شكل مسحوق أبيض.

## الخواص
- يتفاعل مركب فوق أكسيد البوتاسيوم بعنف مع الماء حيث يتحرر غاز الأكسجين.
- لمركب فوق أكسيد البوتاسيوم فعالية كيميائية كبيرة، حيث يتفاعل مع المواد القابلة للاشتعال حيث يمكن أن يسبب الحرائق.

## التحضير
يحضر مركب فوق أكسيد البوتاسيوم من التفكك الحراري لمركب فائق أكسيد البوتاسيوم تحت الفراغ
2KO2 → K2O2 + O2

## الاستخدامات
- يستخدم في المختبرات الكيميائية كعامل مؤكسد.